# Baron Howard
Baron Howard war ein erblicher britischer Adelstitel in der Peerage of England.

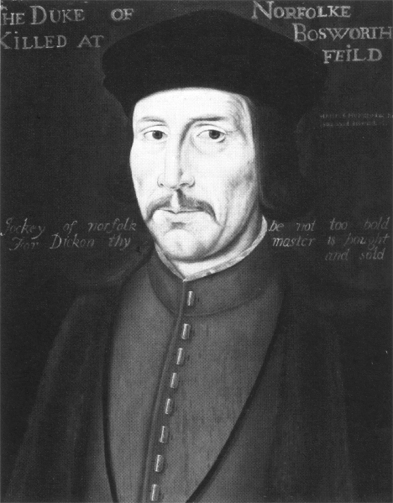
John Howard, 1. Duke of Norfolk, 1. Baron Howard

## Verleihung und Geschichte des Titels
Der Titel wurde am 15. Oktober 1470 an Sir John Howard verliehen, indem dieser durch Writ of Summons ins House of Lords des englischen Parlaments berufen wurde. Am 28. Juni 1483 wurde er auch zum Duke of Norfolk und Earl Marshal of England erhoben. In den Rosenkriegen stand er treu zum Haus York und fiel, ebenso wie König Richard III., am 22. August 1485 in der Schlacht von Bosworth. Dessen Widersacher von Haus Lancaster wurde daraufhin zum König Heinrich VII. gekrönt; Howard wurde für die Unterstützung Richards postum am 7. November 1485 vom Parlament geächtet (Bill of Attainder) und ihm seine Titel aberkannt.
Das Dukedom wurde 1514 für seinen Sohn Thomas Howard, 1. Earl of Suffolk wiederhergestellt, nicht aber die Baronie.

## Liste der Barone Howard (1470)
- John Howard, 1. Duke of Norfolk, 1. Baron Howard (1430–1485) (Titel verwirkt 1485)